# Bumblebee (film)
Bumblebee je americký sci-fi akční film, který měl premiéru 21. prosince 2018 v USA a 20. prosince 2018 v Česku. Film režíroval americký producent a režisér Travis Knight. Film je prequelem všech prozatím natočených snímků filmové série Transformers. Film vypráví, jak se autobot Bumblebee ocitl na Zemi. V hlavní roli si zahrála mladá americká herečka a zpěvačka Hailee Steinfeld v roli Charlie nebo americký wrestler John Cena v roli generála Jacka Burnse.

## Děj
Na planetě Cybertron probíhá zuřivá válka mezi Autoboty, vedené Optimem Primem, a Deceptiikony, které vede zlý Megatron. Cybertron se však řítí do záhuby a Optimus Prime proto vysílá svého nejspolehlivějšího válečníka, B-127 později Bumblebee, aby připravil na Zemi základnu pro Autoboty, kde by se mohli přeskupit. Ten přiletí na Zemi v roce 1987, kde ztroskotá v Kalifornii v tajném Sektoru 7, kde právě probíhá vojenské cvičení. Bumblebee se musí utkat v boji s jednotkami a s Decepticonem Blitzwingem. Toho porazí, ale je zraněný, a proto se transformuje do žlutého Volkswagen Brouka. Jako auto je odtažen na vrakoviště.
Zde ho najde mladá puberťačka Charlie (Hailee Steinfeld), která má 18. narozeniny a je smutná z toho, že už s ní není její otec. Přeje si k narozeninám auto, které ji ale matka nechce koupit. Charlie proto zajde na vrakoviště, kde najde pojízdné žluté auto (Volkswagen Brouk), které dostane darem a odveze si ho domů. Zde poprvé zjistí, že její auto není obyčejné a je to Transformer - Autobot B-127. Dá mu jméno Bumblebee a začíná si s ním tvořit hluboký kamarádský vztah, i přesto, že Bumblebee nemůže mluvit.
Šéf sektoru 7 Jack Burns (John Cena) se rozhodne najít mimozemského Autobota za každou cenu. Bumblebeeho hledají i Decepticoni - Shatter a Dropkick, kteří se spolčí s Jackem Burnsem, aby ho mohli dopadnout a zabít. Decepticoni se jim představí jako mírumilovní tvorové, ale opak je realitou. Teprve když Bumblebeeho unesou, zjistí Jack, co jsou Decepticoni zač. Bumblebee s mladou Charlie musí proto zastavit Decepticony, aby nepřivolali posily a nezničili planetu Zemi.

## Obsazení

### Lidé
| Hailee Steinfeld    | Charlie Watson               |
| Jorge Lendeborg Jr. | Memo, soused Charlie         |
| John Cena           | Jack Burns                   |
| Jason Drucker       | Otis, mladší bratr Charlie   |
| Pamela Adlon        | Sally, matka Charlie a Otise |
| Stephen Schneiderl  | Ron, Charliin otčím          |

### Transformeři
Autoboti
| Dylan O'Brien | hlas Bumblebeeho  |
| Peter Cullen  | hlas Optima Prima |
| Grey Griffin  | hlas Arceeho      |
| Steve Blum    | hlas Wheeljacka   |

Deceptikoni
| Angela Bassettová | hlas Shatter    |
| Justin Theroux    | hlas Dropkicka  |
| David Sobolov     | hlas Blitzwinga |
| Jon Bailey        | hlas Shockwava  |